# Zambezilàndia Alemanya
Zambezilàndia_Alemanya (o Barotselàndia alemanya, en alemany Deutsches Barotseland o Deutsches Zambeziland, en angles German Zambeziland) fou una franja de territoris a l'extrem nord-est del que avui és Namíbia. Va ser cedida per la Gran Bretanya a Alemanya el 1890 per donar accés als alemanys de l'Àfrica Sud Occidental Alemanya al riu Zambesi.

## Història
Fins a finals del segle xix, l'àrea era coneguda com a Itenge, i estava sota el domini dels reis lozi (Regne de Barotselàndia). Al darrer quart del segle xix la franja de terra es va administrar com a part del protectorat britànic de Betxuanalàndia (avui Botswana).
El 1890 l'Imperi Alemany va reclamar Zanzíbar, illa administrada pels britànics; Gran Bretanya es va oposar a aquestes pretensions i la disputa es va resoldre en la Conferència de Berlín aquest mateix any. L'1 de juliol de 1890, els britànics van adquirir definitivament Zanzíbar i Alemanya va adquirir el territori que es va conèixer com la franja de Caprivi (Caprivizipfel) agafant el nom del que després va ser nomenat a la cancelleria alemanya, Leo von Caprivi, que va negociar el intercanvi de la terra amb el Regne Unit el 1890; no obstant, fins que el nom no es va imposar, va ser habitualment designada com Zambesilàndia Alemanya o Barotselàndia Alemanya. El govern alemany va disposar que la franja de Caprivi s'adjuntés a l'Àfrica Sud Occidental Alemanya per tal de donar a l'Imperi Alemany accés al riu Zambezi en el marc del Tractat sobre Heligoland-Zanzíbar. La motivació alemanya darrere l'intercanvi era adquirir una franja de terra no sols unir l'Àfrica Sud Occidental Alemanya amb el riu Zambezi, sinó tenir un més fàcil accés a Tanganyika (avui Tanzània, aleshores Àfrica Oriental Alemanya) i una sortida a l'oceà Índic. Per desgràcia per als alemanys, la colonització britànica de Rhodèsia (avui Zimbabwe i Zàmbia) els va detenir aigües amunt de les Cascades Victòria, que van resultar ser una barrera per a la navegació en el riu Zambezi.
Durant la Primera Guerra Mundial, la Franja de Caprivi va tornar una altra vegada sota el domini britànic i va ser governada novament com a part de Betxuanalàndia però va rebre poca atenció i es coneixia com una frontera sense llei. Finalment el 1929 l'administració va ser transferida a Sud-àfrica que la va incorporar al seu mandat de l'Àfrica del Sud-oest.

## Temps recents
Els sud-africans van crear el març de 1972 un "homeland" o bantustan pels lozis a la zona que es va dir llavors Caprivi Oriental (East Caprivi). El març de 1976 se li va concedir un complet autogovern amb el nom d'East Caprivi que fou canviat l'1 d'abril de 1976 a Lozi (o Loziland) que mai va arrelar. La regió va ser d'importància geopolítica durant els primers anys de la dècada del 1980 quan va ser utilitzat com a base i ruta d'abastiment per al suport de Sud-àfrica al moviment de la UNITA a Angola. Degut a la nova política sud-africana, l'1 de juliol de 1984 l'administració del bantustan va passar al cap del territori, l'administrador sud-africà, i el seu govern. El maig de 1989 es va dissoldre i fou reintegrat a l'Àfrica del Sud-oest-Namíbia. A la independència de Namíbia el 1990, va esdevenir una de les tretze regions del país.
L'agost de 2013, arran d'una recomanació de la quarta Comissió de Delimitació de la Comissió Electoral de Namíbia, la regió de Caprivi va ser reanomenada com Regió del Zambezi, en una etapa més per eliminar noms dels administradors colonials dels mapes de Namíbia. Les propostes alternatives per al nom de la regió incloïen Iyambezi, Linyandi, Itenge, i altres. El nom de la ciutat de Schuckmannsburg fou canviat al mateix temps a Luhonono com a part del mateix procés. El canvi de nom no va estar exempt de polèmica; el grup Concerned Caprivians (o Caprivi Concerned Group) va emetre un comunicat de premsa expressant la seva preocupació pel canvi de nom, així com de límits, i el canvi de la circumscripció electoral. El secretari general de la Unió Nacional Africana de Caprivi (Caprivi African National Union CANU), Robert Sililo va argumentar que el canvi de nom va ser motivat pel desig de diluir la identitat lozi dels caprivians, i la seva història. Una declaració de Concerned Caprivians deia: "el canvi de nom de Caprivi per Zambezi està destinat a destruir la nostra identitat i la història com un símbol de renaixement".